# Pour le Mérite
Pour le Mérite je bilo najvišje vojaško odlikovanje Kraljevine Prusije, ki ga je leta 1740 ustanovil kralj Friderik II. Veliki. Popularno je bil imenovan Modri Max, zaradi modro obarvanih krakov križa. 
Enačimo ga lahko z angleškim Viktorijinim križcem (V.C.), francoskim Križcem viteza legije časti in ameriško Medaljo časti (MoH) 
Do leta 1810 je bil red podeljen tudi za civilne zasluge, a je januarja 1810 takratni kralj Friderik Viljem III. Pruski omejil odlikovanje samo za vojaške častnike. Podeljevali so ga vse do konca 1. svetovne vojne, to je do leta 1918. 
Civilni red je bil znova ustanovljen leta 1952 po iniciativi takratnega zahodnonemškega predsednika Theodorja Heussa, tokrat kot neodvisna, a državno priznana organizacija s predsednikom Zvezne republike Nemčije kot zaščitnikom. Obujeni civilni Pour le Mérite se podeljuje za dosežke v umetnosti in znanosti. Aktivno članstvo je omejeno na 40 nemških državljanov, po deset v humanistiki, naravoslovju, medicini in umetnosti. Častno članstvo lahko pridobijo tudi tujci, spet največ 40. Ko se sprosti kako mesto, preostali člani izberejo novega.